# Jean Hardouin

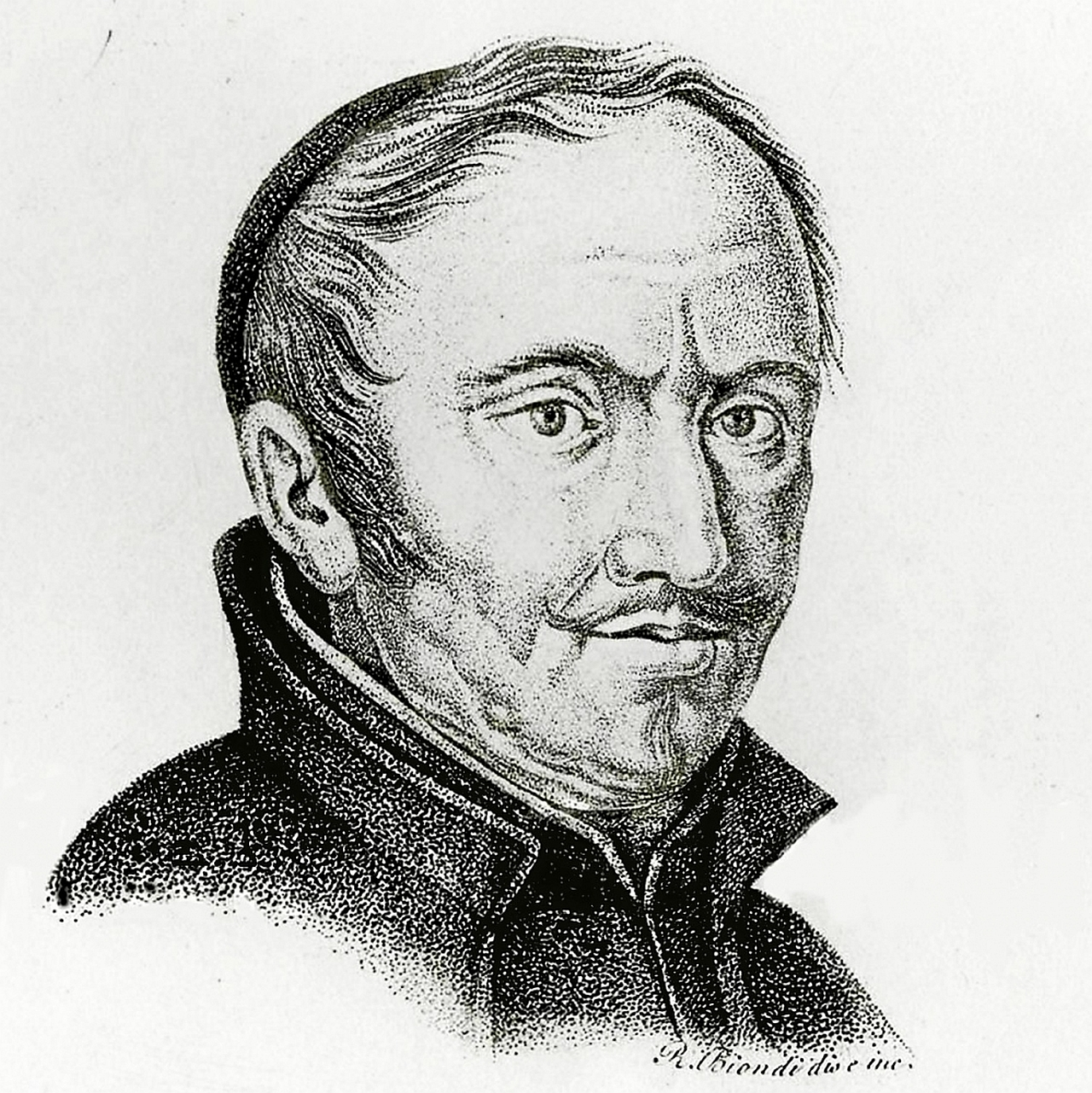
Jean Hardouin

Jean Hardouin, SJ (auch Harduin, latinisiert Harduinus; * 23. Dezember 1646 in Quimper, Bretagne, Frankreich; † 3. September 1729 in Paris) war ein Altphilologe, Theologe und Altertumsforscher.

## Leben
Geboren als Sohn eines Verlagsbuchhändlers, begann Jean Hardouin schon früh, sich mit theologischen Themen auseinanderzusetzen.
Im Alter von 16 Jahren, am 25. September 1660, trat er als Novize dem Orden der Jesuiten bei. Jean Garnier bediente sich seiner Hilfe als Bibliothekar am Pariser Jesuitenkolleg, dem Collège Louis-le-Grand. Nach seinen Studien und der Probation wurde er von 1683 bis 1718 Leiter des Kurses für positive Theologie an diesem Kolleg, dessen Bibliothekar er von 1691 bis zu seinem Tod war; daneben lehrte er Theologie, Literatur der Klassik und Rhetorik.
Hardouin beschäftigte sich in seinen wissenschaftlichen Werken mit Sprachen und dem Altertum, den Konzilien, der Numismatik, der Philosophie und der Theologie. In der République des lettres war er oft umstritten, galt aber als einer der brillantesten Gelehrten seiner Zeit. Dabei vertrat er eine eigenwillige Auffassung von Orthodoxie: Der wahre Glaube gründe allein und felsenfest in der traditio viva der Kirche; diese fände sich auch unabhängig von schriftlicher Fixierung in der Messe, den Sakramenten und der apostolischen Nachfolge. Er nutzte philologische und textkritische Methoden, sowohl um skezptizistische Argumente zurückzuweisen als auch selbst solche vorzutragen; seine sehr zahlreichen Publikationen werden der Avantgarde der antiquarisch-philologischen Forschung der Zeit zugerechnet.
Überdurchschnittlich häufig mischte er sich in wissenschaftliche und religiöse Konflikte seiner Zeit ein und polarisierte dabei stark. Er schien überhaupt kein Problem damit zu haben, seine Ansichten auch dann zu vertreten, wenn kaum jemand sie zu teilen oder vielleicht auch nur nachzuvollziehen imstande war. Ja, er war sogar stolz darauf! „Wie! Glauben Sie etwa, ich wäre mein ganzes Leben lang morgens um vier Uhr aufgestanden“, soll er entgegnet haben, als ihn ein Ordensbruder auf das ihm zugetragene Missfallen angesichts seiner spektakulären Thesen ansprach, „um nur zu sagen, was andere bereits vor mir gesagt haben?“ Mehrfach erklärte er wichtige Quellen der Kirchengeschichte für gefälscht, insbesondere um die Argumentation von Jansenisten und Calvinisten zu schwächen. In der Diskreditierung der Quellen, auf die sie sich stützten, sahen wiederum die angegriffenen Vertreter des Protestantismus eine finstere Strategie der Jesuiten.
Seine oft polemischen Aussagen machten Hardouin auch innerhalb der katholischen Kirche und speziell in seinem eigenen Orden zu einer umstrittenen Figur. 1691 verlor er deshalb seine Professur. Auch später machte er sich mächtige Feinde, als er z. B. François de Fénelon, den einflussreichen Erzbischof von Cambrai, 1697 in einem Brief der Häresie des Quietismus bezichtigte. 1706 leitete Michel Le Tellier, der bald darauf selbst General der französischen Provinz der Gesellschaft Jesu wurde, auf Geheiß des amtierenden Generaloberen Michelangelo Tamburini formelle Untersuchungen zu Hardouin und seinen Schriften ein. Hardouins Werk bedrohte das intellektuelle Ansehen der Jesuiten, und so versuchten seine Vorgesetzten und nahezu ein Dutzend weiterer Mitbrüder – allen voran der Redakteur des Journal de Trévoux, René-Joseph de Tournemine – in diversen Schriften und Briefen, ihn ins Abseits zu stellen und zum Schweigen zu bringen. Hardouin antwortete auf diesen Angriff, indem er 1709 seine Opera selecta (Ausgewählte Werke) veröffentlichen ließ, eine Anthologie von Schriften, die viele seiner bis dahin umstrittensten Werke enthielt. Noch im selben Jahr distanzierte sich die Gesellschaft Jesu öffentlich von Hardouin und versuchte, die Verbreitung seiner Schriften zu unterdrücken. Er selbst wurde 1709 gezwungen, seine Ansichten öffentlich zu widerrufen, was er aber eher halbherzig tat. Die Opera selecta und einige andere Werke Hardouins wurden auf den Index librorum prohibitorum gesetzt.
Die Führung der Gesellschaft Jesu sah sich auch aus anderen Gründen in Zugzwang, denn 1707 hatte der Bibliothekar des preußischen Königs in Berlin, der französische Benediktiner Maturin Veyssière de La Croze eine Kritik der von ihm attestierten Verschwörungstheorie Hardouins veröffentlicht, die er als „systême le plus monstrueux & le plus chimerique que l’esprit de l’homme soit capable de produire“ („das monströseste und schimärenhafteste System, das der menschliche Verstand hervorzubringen imstande ist“) bezeichnete. Bereits ein Jahr später ließ er dieser Schrift noch eine weit umfangreichere folgen. Erstmals hier verdichtete ein Kritiker Hardouins dessen gesamte Schriften zu einem konzisen und in sich geschlossenen Wahnsystem, nach dem alles antike Schrifttum einschließlich der Kirchenväter von einer Fälscherbande des Severus Archontius während der Renaissancezeit fabriziert worden sei. Tatsächlich ist diese Verschwörungstheorie in den zu Hardouins Lebzeiten publizierten Schriften eher randständig. Seine radikalsten, geschichtsrevisionistischen Argumente vertrat Hardouin in seinen erst 1766 posthum erschienenen Prolegomena, die möglicherweise nie zur Veröffentlichung bestimmt waren. Hier erklärte er mit Ausnahme einer kleinen Zahl von Werken von Cicero, Plinius, Vergil und Horaz (wozu er noch Homer, in Teilen auch Herodot und Plautus hinzufügte) alle antiken Quellen für gefälscht. Diese Fälschungen seien das Werk betrügerischer Mönche des 13. Jahrhunderts gewesen, die auch die Werke vieler Kirchenväter erfunden hätten. Auch die griechische Übersetzung des Alten Testaments (die Septuaginta) und das griechische Neue Testament seien das Werk von Gelehrten späterer Zeiten.
Obwohl er bis zu seinem Tod ein geachtetes Mitglied der „Gelehrtenrepublik“ blieb, haben Le Crozes Angriffe und die posthume Publikation der Prolegomena Hardouins Ansehen nach seinem Tod nachhaltig geschadet. Folgt man der Einschätzung des Historikers Martin Mulsow, so lancierte der Orientalist La Croze eine „Verschwörungstheorie gegen einen Verschwörungstheoretiker“, die ausgesprochen erfolgreich war. Nicolas Malebranche bemerkte sarkastisch, dass Hardouins atheistische Verschwörung so weit reiche, dass er sich wohl als „einziger Verehrer des wahren Gottes“ betrachten müsse. Voltaire nannte ihn einen „Verrückten“ (fou). Die jansenistische Wochenzeitung Nouvelles ecclésiastiques beschrieb ihn als „in der République des lettres durch sein fortwährendes Delirium und seine Paradoxien berühmt“. Neuere Historiker sind oft solchen Kommentatoren des achtzehnten Jahrhunderts gefolgt. Der Historiker Owen Chadwick bezeichnete Hardouins „Irrsinn“ als „typisch für niemanden“, und auch Arnaldo Momigliano war der Ansicht, dass sein Werk „weit über den Rand des Wahnsinns hinausging“.

## Werke
Sein philologisches Meisterstück legte Hardouin 1685 mit seiner fünfbändigen Ausgabe von Plinius’ Naturgeschichte (Naturalis historia) vor, das noch vierzig Jahre später in zweiter Auflage erschien und im 18. Jahrhundert als Referenztext für diese Enzyklopädie galt.
Mit seiner chronologisch geordneten Konziliensammlung Acta conciliorum et epistolae decretates ac constitutiones summorum pontificum, setzte er ebenfalls wissenschaftliche Maßstäbe. Die Ausgabe sollte zunächst im Austrag des mehrheitlich gallikanischen Klerus unter Kontrolle der Sorbonne und des Parlement erfolgen. Hardouin erreichte aber, dass der König seine Widmung annahm und das Werk in opulenter Ausstattung in der königlichen Druckerei gedruckt wurde (daher oft editio regia genannt); er nutzte Einleitung und den Appendix im letzten Band für anti-gallikanische Stellungnahmen, unter anderem druckte er die Bulle Unigenitus ab. Der Vertrieb der zwölf Bände (Band sechs erschien in zwei Teilbänden) wurden 1716 zunächst verboten, dann mit Auflagen gestattet und erst ab 1723 wieder uneingeschränkt erlaubt.
Nur ein kleiner Teil seiner Arbeiten ist in einem 1709 publizierten Band von Opera selecta versammelt – einem Folioband von annähernd tausend Seiten, in dem, neben dogmatischen und kontroverstheologischen Studien, ausführliche chronologische sowie numismatische Abhandlungen die Bandbreite von Hardouins philologisch-antiquarischen Forschungen belegen. Mit einer lateinischsprachigen Chronologie des Alten Testaments (1697) mischte er sich ebenso in die zeitgenössische Diskussion eine wie 1716 mit einer französischen Monographie zu Homers Ilias und zur Charakteristik der homerischen Götterwelt. Posthum erschienen zwei Foliobände mit Opera varia und einem Commentarius in Novum Testamentum.
Unzählige kleinere und umfangreichere Beiträge, nicht zuletzt in dem von ihm auch mitredigierten Hausorgan des gelehrten französischen Jesuitentums, dem Journal de Trévoux, zeugen ebenso von außerordentlicher Belesenheit und breitgestreuten Interessen. Dazu kommt ein sehr umfangreicher Nachlass; allein in der französischen Nationalbibliothek lagern Manuskripte im Umfang von über 22000 Seiten.

## Veröffentlichungen
- Joannis Harduini Jesuitae ad censuram scriptorum veterum prolegomena. Iuxta autographum. Paul Vaillant, London 1766. (online)
  - englische Übersetzung: The Prolegomena of Jean Hardouin. Translated by Edwin Johnson. Angus & Robertson, Sydney 1909. (diverse Nachdrucke erhältlich, u. a. in Deutschland hrsg. von Hermann Detering, BoD, Norderstedt 2010, ISBN 978-3-8391-8381-6.)
  - deutsche Übersetzung: Prolegomena zu einer Kritik der antiken Schriften. Nach der Handschrift des Verfassers mit einer Einführung und umfangreichen Erläuterungen übersetzt von Rainer Schmidt. BoD, Norderstedt 2021, ISBN 978-3-7534-7269-0 (Paperback), ISBN 978-3-7534-7418-2 (E-Book) (Google books)
- Jean Hardouin: Apologie d’Homere, Où l’on explique le véritable dessein de son Iliade. Paris 1716. (online)

- C. Plinii Secundi Historiae Naturalis Libri XXXVII quos interpretatione et notis illustravit Joannes Harduinus, Soc. Jesu, jussu Regis christianissimi Ludovici Magni, in usum Serenissimi Delphini. 5 Bde. Paris 1685. (online)
- Joannis Harduini e Societate Jesu Presbyteri Opera selecta […]. Amsterdam 1709. (online)
- Acta Conciliorum et epistolae decretales ac constitutiones Summorum pontificum. 11 in 12 Bde, Paris 1714–1715 (online)
- Joannis Harduini e Societate Jesu Opera varia […]. Amsterdam / Den Haag 1733 (online)
- Joannis Harduini e Societate Jesu commentarius in Novum Testamentum […]. Amsterdam 1741. (online)

Online verfügbare Handschriften:
- Einige Handschriften Hardouins aus der Pariser Nationalbibliothek: online